# Low Birker Pool
Der Low Birker Pool ist ein Wasserlauf im Lake District, Cumbria, England.
Der Low Birker Pool entsteht südlich des Low Birker Tarn. Er fließt in nördlicher Richtung und mündet unter dem Namen Gill Force in den River Esk.

## Quelle
- Barrow-in-Furness & South Lakeland (= Landranger Map. Band 96). Ordnance Survey, Southampton 2011, ISBN 978-0-319-23207-1.